# آولون (تگزاس)
آولون (به انگلیسی: Avalon) یک منطقهٔ مسکونی در ایالات متحده آمریکا است که در شهرستان الیس، تگزاس واقع شده‌است. آولون ۱۶۱٫۸۵ متر بالاتر از سطح دریا واقع شده‌است.